# Богајићи
Богајићи је насеље у општини Плав у Црној Гори. Према попису из 2011. био је 441 становник (према попису из 2003. било је 427 становника).

## Демографија
У насељу Богајићи живи 282 пунолетна становника, а просечна старост становништва износи 30,9 година (31,3 код мушкараца и 30,5 код жена). У насељу има 96 домаћинстава, а просечан број чланова по домаћинству је 4,44.
Ово насеље је углавном насељено Бошњацима (према попису из 2003. године), а у последња три пописа, примећен је пад у броју становника.
|  |

| Демографија | Демографија | Демографија |
| Година      | Становника  | Становника  |
| ----------- | ----------- | ----------- |
|             |             |             |
|             |             |             |
|             |             |             |
|             |             |             |
| 1948.       | 469         |             |
| 1953.       | 502         |             |
| 1961.       | 522         |             |
| 1971.       | 576         |             |
| 1981.       | 560         |             |
| 1991.       | 523         | 487         |
| 2003.       | 599         | 427         |
| 2011.       |             | 441         |

| Национални састав према попису из 2003.‍ | Национални састав према попису из 2003.‍ | Национални састав према попису из 2003.‍ | Национални састав према попису из 2003.‍ | Национални састав према попису из 2003.‍ |
| --------------------------------------- | --------------------------------------- | --------------------------------------- | --------------------------------------- | --------------------------------------- |
|                                         |                                         |                                         |                                         |                                         |
| Бошњаци                                 | Бошњаци                                 |                                         | 374                                     | 87,58%                                  |
| Муслимани                               | Муслимани                               |                                         | 36                                      | 8,43%                                   |
| Албанци                                 | Албанци                                 |                                         | 17                                      | 3,98%                                   |

| Национални састав према попису из 2011.‍ | Национални састав према попису из 2011.‍ | Национални састав према попису из 2011.‍ | Национални састав према попису из 2011.‍ | Национални састав према попису из 2011.‍ |
| --------------------------------------- | --------------------------------------- | --------------------------------------- | --------------------------------------- | --------------------------------------- |
|                                         |                                         |                                         |                                         |                                         |
| Бошњаци                                 | Бошњаци                                 |                                         | 405                                     | 91,84%                                  |
| Муслимани                               | Муслимани                               |                                         | 19                                      | 4,31%                                   |
| Албанци                                 | Албанци                                 |                                         | 13                                      | 2,95%                                   |

| Година пописа     | 1948. | 1953. | 1961. | 1971. | 1981. | 1991. | 2003. |
| ----------------- | ----- | ----- | ----- | ----- | ----- | ----- | ----- |
| Број домаћинстава | 70    | 74    | 72    | 89    | 74    | 89    | 114   |

| Број чланова      | 1  | 2 | 3 | 4  | 5  | 6  | 7  | 8  | 9 | 10 и више | Просек |
| ----------------- | -- | - | - | -- | -- | -- | -- | -- | - | --------- | ------ |
| Број домаћинстава | 96 | 7 | 8 | 14 | 16 | 23 | 16 | 10 | 2 | 0         | 0      |

| Пол    | Укупно | Неожењен/Неудата | Ожењен/Удата | Удовац/Удовица | Разведен/Разведена | Непознато |
| ------ | ------ | ---------------- | ------------ | -------------- | ------------------ | --------- |
| Мушки  | 160    | 61               | 94           | 5              | 0                  | 0         |
| Женски | 149    | 39               | 90           | 17             | 3                  | 0         |
| УКУПНО | 309    | 100              | 184          | 22             | 3                  | 0         |

| Пол    | Укупно                    | Пољопривреда, лов и шумарство | Рибарство                            | Вађење руде и камена | Прерађивачка индустрија       |
| ------ | ------------------------- | ----------------------------- | ------------------------------------ | -------------------- | ----------------------------- |
| Мушки  | 44                        | 12                            | 0                                    | 0                    | 6                             |
| Женски | 13                        | 11                            | 0                                    | 0                    | 0                             |
| УКУПНО | 57                        | 23                            | 0                                    | 0                    | 6                             |
| Пол    | Производња и снабдевање   | Грађевинарство                | Трговина                             | Хотели и ресторани   | Саобраћај, складиштење и везе |
| Мушки  | 3                         | 1                             | 1                                    | 5                    | 2                             |
| Женски | 0                         | 0                             | 1                                    | 0                    | 0                             |
| УКУПНО | 3                         | 1                             | 2                                    | 5                    | 2                             |
| Пол    | Финансијско посредовање   | Некретнине                    | Државна управа и одбрана             | Образовање           | Здравствени и социјални рад   |
| Мушки  | 0                         | 0                             | 9                                    | 2                    | 1                             |
| Женски | 0                         | 0                             | 0                                    | 1                    | 0                             |
| УКУПНО | 0                         | 0                             | 9                                    | 3                    | 1                             |
| Пол    | Остале услужне активности | Приватна домаћинства          | Екстериторијалне организације и тела | Непознато            | Непознато                     |
| Мушки  | 2                         | 0                             | 0                                    | 0                    | 0                             |
| Женски | 0                         | 0                             | 0                                    | 0                    | 0                             |
| УКУПНО | 2                         | 0                             | 0                                    | 0                    | 0                             |